# William P. Elmer
William Price Elmer (* 2. März 1871 in Robertsville, Franklin County, Missouri; † 11. Mai 1956 in Salem, Missouri) war ein US-amerikanischer Politiker. Zwischen 1943 und 1945 vertrat er den Bundesstaat Missouri im US-Repräsentantenhaus.

## Werdegang
William Elmer besuchte die öffentlichen Schulen seiner Heimat. Nach einem anschließenden Jurastudium an der Wingo Law School in Salem und seiner 1892 erfolgten Zulassung als Rechtsanwalt begann er in Salem in diesem Beruf zu arbeiten. In den Jahren 1895 und 1896 sowie nochmals von 1905 bis 1906 fungierte er als Staatsanwalt im Dent County. Von 1920 bis 1930 war er juristischer Vertreter der Stadt Salem. Gleichzeitig schlug er als Mitglied der Republikanischen Partei eine politische Laufbahn ein. Zwischen 1903 und 1933 saß er mehrfach als Abgeordneter im Repräsentantenhaus von Missouri. 1929 war er kommissarischer Präsident des Hauses und Fraktionsführer der republikanischen Abgeordneten. In den Jahren 1904, 1908, 1912 und 1920 war er Delegierter bzw. Ersatzdelegierter zu den jeweiligen Republican National Conventions. Von 1908 bis 1944 führte Elmer den Parteivorsitz der Republikaner im Dent County. Im Jahr 1929 gehörte er einer Kommission zur Überarbeitung der Gesetze des Staates Missouri an. 1940 kandidierte er erfolglos für das Amt des Vizegouverneurs.
Bei den Kongresswahlen des Jahres 1942 wurde Elmer im achten Wahlbezirk von Missouri in das US-Repräsentantenhaus in Washington, D.C. gewählt, wo er am 3. Januar 1943 die Nachfolge von Clyde Williams antrat. Da er im Jahr 1944 nicht bestätigt wurde, konnte er bis zum 3. Januar 1945 nur eine Legislaturperiode im Kongress absolvieren. Diese war von den Ereignissen des Zweiten Weltkrieges geprägt. Nach dem Ende seiner Zeit im US-Repräsentantenhaus arbeitete Elmer wieder als Anwalt. Im Jahr 1946 strebte er erfolglos die Nominierung seiner Partei für die Wahlen zum US-Senat an. Er wurde dann einer der Direktoren der First National Bank of Salem. Von 1949 bis 1955 war er auch Kurator der University of Missouri. William Elmer starb am 11. Mai 1956 in seinem Wohnort Salem.